# 레논 파함

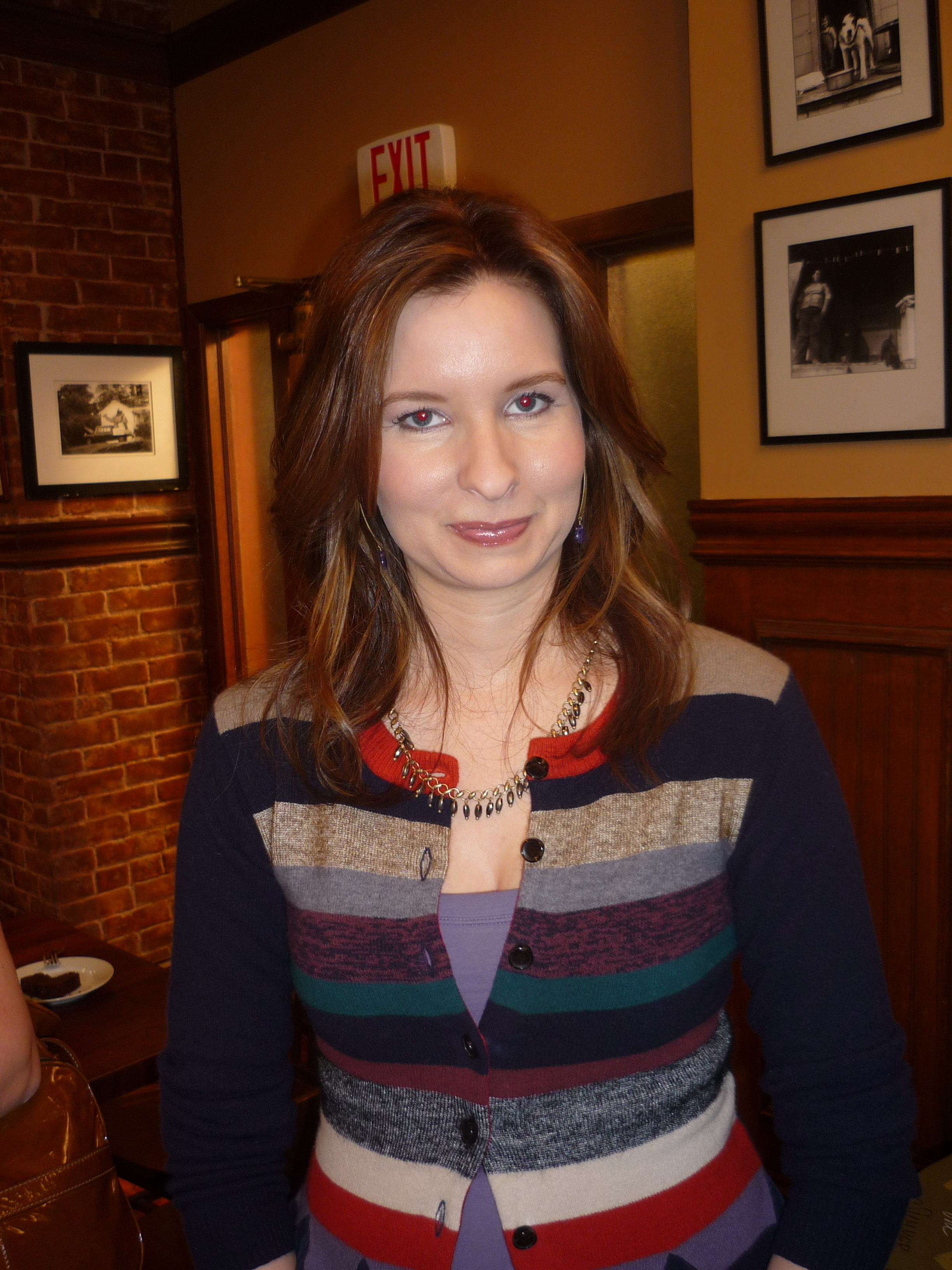

레넌 파럼(Lennon Parham, 1976년 10월 26일 ~ )은 미국의 배우, 교사, 팟캐스터, 각본가이다.

## 출연 작품

### 영화
- 프리티 버드 (2008, Pretty Bird)
- 쇼퍼홀릭 (2009)
- 히스테리컬 사이코 (2009, Hysterical Psycho)
- Splinterheads (2009)
- 하우스 (2017)

### 텔레비전
- 액시덴틀리 (2009-10, Accidentally on Purpose)
- 베스트 프렌즈 포에버 (2012, Best Friends Forever)
- 레이디 다이너마이트 (2016-17, Lady Dynamite)
- 플레잉 하우스 (2014-17, Playing House)
- 블레스 디스 메스 (2019-20, Bless This Mess)